# Herminia bryanti
Herminia bryanti là một loài bướm đêm trong họ Noctuidae.